# Physalaemus fischeri
Espèce
Synonymes
- Paludicola fischeri Boulenger, 1890
- Physalaemus enesefae Heatwole, Solano & Heatwole, 1965
- Physalaemus neglectus dunni Cochran & Goin, 1970

Statut de conservation UICN

 LC  : Préoccupation mineure
Physalaemus fischeri est une espèce d'amphibiens de la famille des Leptodactylidae.

## Répartition
Cette espèce se rencontre en dessous de 800 m d'altitude, :
- au Venezuela dans les États d'Apure, de Bolívar, Cojedes, Guárico et probablement de Portuguesa, ainsi qu'un spécimen isolé dans le sud de l'État d'Amazonas ;
- en Colombie dans l'est des Llanos dans les départements d'Arauca, de Meta et de Casanare.

Elle pourrait être présente au Guyana.

## Étymologie
Cette espèce est nommée en l'honneur de Johann Gustav Fischer.

## Publication originale
- Boulenger, 1890 : Second report on additions to the batrachian collection in the Natural-History Museum. Proceedings of the Zoological Society of London, vol. 1890, p. 323-328 (texte intégral).